# Illativ
Illativ (zkratka ILL, z lat. illatus) je lokální mluvnický pád, jehož základním významem je směr dovnitř něčeho. V češtině mu často odpovídá předložka „do“. Vyskytuje se v litevštině a ugrofinských jazycích, např.: finštině, estonštině nebo maďarštině.

## Finština
Ve finštině se tvoří pomocí koncovek -hVn nebo -seen (resp. -hin nebo -siin v plurálu), kde „V“ reprezentuje poslední samohlásku, na kterou končí kmen slova. Pokud slovo končí na krátkou samohlásku (tedy nikoliv na dlouhou samohlásku nebo dvojhlásku), tak se -h- odsouvá (kromě dialektů) a vzniká dlouhá samohláska.
Používá se pro:
- Příslovečné určení místa, směr:

Menen Lontooseen. – Jedu do Londýna.
Käänny vasempaan. – Zahni vlevo.
- Příslovečné určení času:

Elokuusta joulukuuhun. – Od srpna do prosince.
- Změna činnosti, stavu (skloňuje se tzv. III. infinitiv slovesa):

Juokse katsomaan! – Běž se podívat!
- Cíl použití:

Hänen rahansa kuluivat vaatteisiin. – Jeho peníze byly použity na oblečení.
- Poloha, stav:

Mene kyykkyyn! – Dřepni si!